# Mathieu Flamini
Mathieu Pierre Flamini (Marsiglia, 7 marzo 1984) è un imprenditore, ambientalista ed ex calciatore francese, di ruolo centrocampista.

## Caratteristiche tecniche
Centrocampista centrale con attitudine difensiva, abile nel contrastare e recuperare palla. Poteva anche essere impiegato sulla fascia sinistra, anche se, per sua stessa ammissione, preferiva giocare nel ruolo di mezzala.

## Carriera

### Club

#### Olympique Marsiglia
Di padre romano e madre corsa, è cresciuto calcisticamente nell'Olympique Marsiglia e ha esordito in prima squadra il 23 dicembre 2003 in una partita di Ligue 1 contro il Tolosa (1-0 per i marsigliesi). Nella stessa stagione si è fatto notare al livello internazionale grazie alla 9 partite disputate in Coppa UEFA, in cui ha debuttato il 26 febbraio 2004 entrando al 74º minuto contro il Dnipro (1-0) e in cui ha disputato anche la finale persa 2-0 dall'Olympique Marsiglia a Göteborg contro il Valencia.
Alla fine della stagione 2003-2004 Flamini ha rifiutato il contratto da professionista propostogli dall'Olympique Marsiglia e si è trasferito in Inghilterra.

#### Arsenal
Il 21 luglio 2004, a 20 anni, ha firmato per l'Arsenal allenato dal connazionale Arsène Wenger. L'Olympique Marsiglia si è opposto a tale trasferimento e la FFF non ha concesso il transfer per il giocatore, ma la FIFA ne ha autorizzato il tesseramento da parte dell'Arsenal stabilendo un indennizzo per l'Olympique Marsiglia pari a 480.000 euro. La squadra francese ha quindi inoltrato un ricorso al TAS per annullare la decisione della FIFA e reintegrare Flamini nel proprio organico, che però è stato respinto il 31 ottobre 2005.
Flamini ha esordito con l'Arsenal il 15 agosto 2004 al Goodison Park contro l'Everton (4-1 per i Gunners) e in Champions League il 29 settembre 2004 in Rosenborg-Arsenal 1-1. Con l'Arsenal ha segnato la sua prima rete da professionista l'11 maggio 2005 a Highbury contro l'Everton, siglando il gol del definitivo 7-0 all'85'.
Nella stagione 2005-2006 Flamini è stato impiegato spesso come ala e soprattutto come terzino sinistro a causa dei numerosi infortuni occorsi ai difensori dell'Arsenal, disputando buone partite sia in campionato che in Champions League, persa 2-1 in finale contro il Barcellona. In quella partita Flamini è subentrato al 74º minuto a Cesc Fàbregas.
La stagione 2006-2007 è stata per Flamini la migliore dal punto di vista realizzativo con 4 gol: uno nei preliminari della Champions League 2006-2007 conto la Dinamo Zagabria a Zagabria (vittoria per 2-1), e tre in campionato contro Liverpool (3-0), Chelsea (1-1), e Blackburn (6-2). Ad aprile ha manifestato la sua intenzione di lasciare l'Arsenal poiché era poco soddisfatto del suo ruolo di sostituto, ma la decisione è rientrata dopo un chiarimento con l'allenatore Wenger.
All'inizio della stagione 2007-2008 Flamini ha ricoperto il suo ruolo naturale di centrocampista centrale, a causa dell'assenza di Gilberto Silva, in coppia con Fàbregas, diventando un punto fermo dei Gunners. Nonostante ciò ha rifiutato di rinnovare il contratto con l'Arsenal, che sarebbe scaduto a fine stagione, e ha deciso di firmare per il Milan.

#### Milan

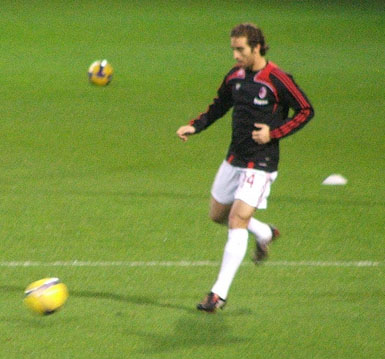
Flamini durante il riscaldamento prima della partita di Coppa UEFA Portsmouth-Milan del 27 novembre 2008.

Il 5 maggio 2008 il Milan ha annunciato l'acquisto a parametro zero del giocatore, che ha firmato con la società rossonera un contratto quadriennale dal 1º luglio 2008 al 30 giugno 2012 a 4,5 milioni di euro l'anno.
Ha esordito in partite ufficiali con la maglia rossonera il 31 agosto 2008 in Milan-Bologna 1-2, prima giornata del campionato 2008-2009. Nell'ultima parte del campionato è stato schierato più volte da Ancelotti nel ruolo di terzino destro, per altro anche con ottimi risultati.
Il 13 gennaio 2010 ha segnato la prima rete con il Milan nella partita di Coppa Italia contro il Novara, realizzando all'81º minuto il gol del definitivo 2-1 per i rossoneri che è valso il passaggio al turno successivo.. Il 7 novembre 2010 ha invece segnato il suo primo gol nel campionato di Serie A, realizzando la rete del momentaneo 2-0 contro il Bari al San Nicola su assist di Ibrahimović nella gara della 10ª giornata vinta 3-2 dal Milan. Il 7 maggio 2011 ha vinto lo scudetto con i rossoneri a due giornate dal termine del campionato grazie allo 0-0 contro la Roma.
All'inizio della stagione 2011-2012, durante il Trofeo Luigi Berlusconi contro la Juventus, si è infortunato procurandosi la lesione al legamento crociato anteriore del ginocchio destro. È stato operato a Lione il 30 agosto 2011 e avrebbe dovuto fermarsi per circa 5 o 6 mesi. Il 2 maggio 2012 è ritornato in campo dopo circa 8 mesi dall'ultima presenza nella 36ª giornata di campionato disputata a San Siro contro l'Atalanta, partita vinta dai rossoneri per 2-0. Il 13 maggio seguente in occasione dell'ultima partita di campionato contro il Novara, vinta per 2-1, ha segnato la rete del momentaneo 1-1, tornando al gol dopo più di un anno.
Il 26 giugno 2012, attraverso una nota sul sito ufficiale, il Milan ha comunicato di aver trovato l'accordo con il giocatore per un prolungamento contrattuale di un ulteriore anno con un ingaggio ridotto rispetto a quello iniziale: 1,8 milioni di euro. Ha messo a segno la sua prima rete stagionale il 7 aprile 2013, nel corso del match pareggiato per 2-2 all'Artemio Franchi contro la Fiorentina, e concluso l'annata con all'attivo 22 presenze e 4 gol. Al termine della stagione il Milan e Flamini non hanno trovato l'accordo per il rinnovo del contratto e quindi il giocatore francese è rimasto svincolato.

#### Ritorno all'Arsenal
Il 29 agosto 2013 ha firmato un contratto triennale con l'Arsenal, squadra in cui aveva già militato tra il 2004 ed il 2008. Il 1º settembre seguente è tornato a vestire la maglia dei Gunners in occasione del Derby di Londra contro il Tottenham, vinto dagli uomini di Arsène Wenger per 1-0. Il primo gol dal suo ritorno è arrivato il 30 novembre 2013, nella vittoria per 3-0 sul campo del Cardiff. Il 28 gennaio 2014, nella partita tra Southampton e Arsenal al St Mary's Stadium, è stato espulso all'80º minuto di gioco per un'entrata a piedi uniti su Morgan Schneiderlin, per la quale ha subito una squalifica di quattro giornate.
Il 23 settembre 2015 fa il suo debutto stagionale da titolare nella partita di Football League Cup contro il Tottenham. Durante la partita segna entrambi i gol della sua squadra, venendo eletto uomo partita. A fine stagione non riceve proposte di rinnovo da parte della sua squadra e rimane svincolato.

#### Crystal Palace e Getafe
L'8 settembre 2016 firma un contratto annuale con il Crystal Palace, rimanendo così in Premier League.
Dopo molti mesi trascorsi da svincolato, il 2 febbraio 2018 viene tesserato dal Getafe, legandosi al club spagnolo fino al termine della stagione. Dopo essere stato svincolato per qualche mese, il 18 dicembre 2018 ritorna al Getafe.

### Nazionale
Con la Nazionale francese Under-21 Flamini ha disputato l'Europeo di categoria del 2006, durante il quale disputa solo una partita contro il Portogallo entrando al 61º minuto per poi lasciare il ritiro a causa di un infortunio alla coscia.
Ha esordito nella Nazionale maggiore il 16 novembre 2007 nell'amichevole con il Marocco (2-2), subentrando all'80º minuto a Rothen.
Inserito nei 30 preconvocati della Nazionale francese per l'Europeo 2008 non è figurato nella lista dei convocati definitiva del 28 maggio 2008. È stato precauzionalmente riaggregato al gruppo il 2 giugno a seguito di un infortunio alla coscia capitato a Vieira, ma alla fine Domenech ha scelto di non sostituire il capitano dei francesi con Flamini.

## Dopo il ritiro
In seguito al ritiro dal calcio giocato, Flamini si è dedicato principalmente alla gestione dell'azienda GF Biochemicals, da lui fondata (insieme a Pasquale Granata) nel 2008 e specializzata nella produzione di solventi a base di acido levulinico, poi rivenduti a industrie di cosmetici, prodotti per la casa, vernici e fertilizzanti. L'ex-calciatore aveva costituito la società durante la sua permanenza al Milan, aprendone la sede centrale nella città meneghina e partecipando alla stipulazione di accordi di collaborazione con il Politecnico di Milano e l'Università di Pisa.
Negli anni successivi, in rappresentanza della GF Biochemicals, Flamini ha finanziato anche progetti come il Master universitario di II livello "BIOCIRCE", riguardante le biotecnologie e l'economia circolare, e il portale The BioJournal, inizialmente diretto da Mario Bonaccorso. Inoltre, ha fatto parte del "Comitato di Eccellenza Ambientale" costituito in sostegno alla candidatura di Parigi all'organizzazione dei Giochi olimpici estivi del 2024.
Nel 2018, insieme all'ex-compagno di squadra Mesut Özil, Flamini ha fondato un'altra società, la Unity, dedicata alla commercializzazione di prodotti cosmetici eco-sostenibili.

## Statistiche

### Presenze e reti nei club
| Stagione        | Squadra         | Campionato      | Campionato | Campionato | Coppe nazionali | Coppe nazionali | Coppe nazionali | Coppe continentali | Coppe continentali | Coppe continentali | Altre coppe | Altre coppe | Altre coppe | Totale | Totale |
| Stagione        | Squadra         | Comp            | Pres       | Reti       | Comp            | Pres            | Reti            | Comp               | Pres               | Reti               | Comp        | Pres        | Reti        | Pres   | Reti   |
| --------------- | --------------- | --------------- | ---------- | ---------- | --------------- | --------------- | --------------- | ------------------ | ------------------ | ------------------ | ----------- | ----------- | ----------- | ------ | ------ |
| 2003-2004       | O. Marsiglia    | L1              | 14         | 0          | CF+CdL          | 1+0             | 0               | CU                 | 9                  | 0                  | -           | -           | -           | 24     | 0      |
| 2004-2005       | Arsenal         | PL              | 21         | 1          | FACup+CdL       | 4+3             | 0               | UCL                | 4                  | 0                  | CS          | 0           | 0           | 32     | 1      |
| 2005-2006       | Arsenal         | PL              | 31         | 0          | FACup+CdL       | 2+3             | 0               | UCL                | 12                 | 0                  | CS          | 1           | 0           | 49     | 0      |
| 2006-2007       | Arsenal         | PL              | 20         | 3          | FACup+CdL       | 3+3             | 0               | UCL                | 6                  | 1                  | -           | -           | -           | 32     | 4      |
| 2007-2008       | Arsenal         | PL              | 30         | 3          | FACup+CdL       | 2+0             | 0               | UCL                | 8                  | 0                  | -           | -           | -           | 40     | 3      |
| 2008-2009       | Milan           | A               | 29         | 0          | CI              | 1               | 0               | CU                 | 7                  | 0                  | -           | -           | -           | 37     | 0      |
| 2009-2010       | Milan           | A               | 25         | 0          | CI              | 2               | 1               | UCL                | 5                  | 0                  | -           | -           | -           | 32     | 1      |
| 2010-2011       | Milan           | A               | 22         | 2          | CI              | 2               | 0               | UCL                | 5                  | 0                  | -           | -           | -           | 29     | 2      |
| 2011-2012       | Milan           | A               | 2          | 1          | CI              | 0               | 0               | UCL                | -                  | -                  | SI          | 0           | 0           | 2      | 1      |
| 2012-2013       | Milan           | A               | 18         | 4          | CI              | 1               | 0               | UCL                | 3                  | 0                  | -           | -           | -           | 22     | 4      |
| Totale Milan    | Totale Milan    | Totale Milan    | 96         | 7          |                 | 6               | 1               |                    | 20                 | 0                  |             | 0           | 0           | 122    | 8      |
| 2013-2014       | Arsenal         | PL              | 27         | 2          | FACup+CdL       | 3+0             | 0               | UCL                | 6                  | 0                  | -           | -           | -           | 36     | 2      |
| 2014-2015       | Arsenal         | PL              | 23         | 1          | FACup+CdL       | 2+0             | 0               | UCL                | 7                  | 0                  | CS          | 1           | 0           | 33     | 1      |
| 2015-2016       | Arsenal         | PL              | 16         | 0          | FACup+CdL       | 2+2             | 0+2             | UCL                | 4                  | 0                  | CS          | 0           | 0           | 24     | 2      |
| Totale Arsenal  | Totale Arsenal  | Totale Arsenal  | 168        | 10         |                 | 29              | 2               |                    | 47                 | 1                  |             | 2           | 0           | 246    | 13     |
| 2016-2017       | Crystal Palace  | PL              | 10         | 0          | FACup+CdL       | 3+0             | 0               | -                  | -                  | -                  | -           | -           | -           | 13     | 0      |
| gen.-giu. 2018  | Getafe          | PD              | 8          | 0          | CR              | 0               | 0               | -                  | -                  | -                  | -           | -           | -           | 8      | 0      |
| gen.-giu. 2019  | Getafe          | PD              | 10         | 0          | CR              | 3               | 0               | -                  | -                  | -                  | -           | -           | -           | 13     | 0      |
| Totale Getafe   | Totale Getafe   | Totale Getafe   | 18         | 0          |                 | 3               | 0               |                    | -                  | -                  |             | -           | -           | 21     | 0      |
| Totale carriera | Totale carriera | Totale carriera | 306        | 17         |                 | 42              | 3               |                    | 76                 | 1                  |             | 2           | 0           | 426    | 21     |

### Cronologia presenze e reti in nazionale
| Cronologia completa delle presenze e delle reti in nazionale ― Francia | Cronologia completa delle presenze e delle reti in nazionale ― Francia | Cronologia completa delle presenze e delle reti in nazionale ― Francia | Cronologia completa delle presenze e delle reti in nazionale ― Francia | Cronologia completa delle presenze e delle reti in nazionale ― Francia | Cronologia completa delle presenze e delle reti in nazionale ― Francia | Cronologia completa delle presenze e delle reti in nazionale ― Francia | Cronologia completa delle presenze e delle reti in nazionale ― Francia |
| Data                                                                   | Città                                                                  | In casa                                                                | Risultato                                                              | Ospiti                                                                 | Competizione                                                           | Reti                                                                   | Note                                                                   |
| ---------------------------------------------------------------------- | ---------------------------------------------------------------------- | ---------------------------------------------------------------------- | ---------------------------------------------------------------------- | ---------------------------------------------------------------------- | ---------------------------------------------------------------------- | ---------------------------------------------------------------------- | ---------------------------------------------------------------------- |
| 16-11-2007                                                             | Saint-Denis                                                            | Francia                                                                | 2 – 2                                                                  | Marocco                                                                | Amichevole                                                             | -                                                                      | 81’                                                                    |
| 27-5-2008                                                              | Grenoble                                                               | Francia                                                                | 2 – 0                                                                  | Ecuador                                                                | Amichevole                                                             | -                                                                      | 46’                                                                    |
| 10-9-2008                                                              | Saint-Denis                                                            | Francia                                                                | 2 – 1                                                                  | Serbia                                                                 | Qual. Mondiali 2010                                                    | -                                                                      | 90+4’                                                                  |
| Totale                                                                 |                                                                        | Presenze                                                               | 3                                                                      |                                                                        | Reti                                                                   | 0                                                                      |                                                                        |

## Palmarès
- Coppa d'Inghilterra: 3

Arsenal: 2004-2005, 2013-2014, 2014-2015
- Community Shield: 3

Arsenal: 2004, 2014, 2015
- Campionato italiano: 1

Milan: 2010-2011
- Supercoppa italiana: 1

Milan: 2011